# Mesnilus cyanella
Mesnilus cyanella là một loài ruồi trong họ Tachinidae.